# Узунларское озеро
Узунла́рское о́зеро, а также Узунлар, Кончек, Отар-Алчик (укр. Узунларське озеро, крымскотат. Uzunlar gölü, Узунлар голю) — пересыхающее солёное озеро на юге Керченского полуострова на территории Ленинского района; 6-е по площади озеро Крыма. Площадь — 21,2 или 12,19 км². Тип общей минерализации — солёное, по химическому составу — горько-солёное. Происхождение — лиманное. Группа гидрологического режима — бессточное.

## География
Входит в Керченскую группу озёр, второе по площади в этой группе, после Акташского. Длина — 10 км. Ширина средняя — 1,5 км, наибольшая — 5,5 км. Глубина средняя — 0,6 м, наибольшая — 1,2 м. 
Узунларское озеро отделено от Чёрного моря песчано-ракушечниковой пересыпью. Озёрная котловина водоёма неправильной удлинённой формы с извилистой береговой линией. Берег восточный и северный обрывистый с пляжами высотой 2-5 м. Озеро имеет береговые отмели вдоль всего берега. Впадают балки Узунлар и Таш-Алчин. На восток от пересыпи, отделяющей озеро от Чёрного моря, расположены развалины деревни Причальное. 
Питание: морские (инфильтрация морской воды) и подземные (грунтовые) воды Причерноморского артезианского бассейна, частично — поверхностный сток. Рапа хлоридно-сульфатного типа, солёность колеблется от 150‰ до 260‰. Дно укрыто слоем серого и чёрного ила мощностью до 10 м. Чёрный ил имеет лечебные свойства. На опреснённых участках развиваются зелёные водоросли. В летний период времени озеро часто пересыхает и на дне образуется соляная корка. В прошлом здесь осуществлялась добыча соли.
Ранее Узунларское озеро считалось самым крупным месторождением приморских сульфидных грязей в СССР. Последние исследования говорят о том, что озеро распресняется очень быстрыми темпами: уже через 5—7 лет начнется ничем не сдерживаемый процесс формирования пресноводного водоема. К тому же Узунлар оказался на территории военного полигона, где по восемь месяцев в году проводятся боевые учения. Ландшафтные формы озера стали мишенями для стрельб и бомбометаний. А поверхность грязевых залежей буквально нашпигована осколками снарядов и обломками горных пород.
Согласно Постановлению Президиума Верховной Рады Автономной Республики Крым от 12.04.1994 № 538-1 О развитии перспективной сети территорий и объектов природно-заповедного фонда Автономной Республики Крым, планировалось создание памятника природы «Озеро Узунларское».